# Thaiföldi kenderpálma
A thaiföldi kenderpálma az egyszikűek (Liliopsida) közé tartozó pálmafélék (Arecaceae) családjának egy faja.

## Elterjedése
Thaiföld északnyugati részén, valamint India északkeleti részén, Manipur államban honos. A meszes, köves meredek lejtőkön és ligeterdőkben 1200–1600 méterig felkapaszkodik. A manipuri populációt egy ideig önálló fajnak tekintették Trachycarpus ukhrulensis néven, de később ezt is a Trachycarpus oreophilus fajba sorolták be.
Dísznövényként számos helyre eljutott.

## Megjelenése
Az egyik legmagasabb kenderpálma: természetes élőhelyén 15 méteresre is megnőhet. Törzse általában csupasz, mert nemcsak a levélalapok hullnak le gyorsan, hanem a kenderbevonat is. Legyező alakú levele sötétzöld, a fonákja világosszürke. A merev levéllemez legalább 60, rendszerint 70 keskeny levélsugárból áll. A 80–90 cm-es levélnyél enyhén fogazott. Magja sötétbarna, vese alakú.

## Életmódja
Természetes élőhelyére a szubtrópusi monszun éghajlat jellemző. A hegyvidéken a szárazabb, téli időszakban a hőmérséklet néha fagypont alá süllyed. Az esős évszak májustól októberig tart; az éves csapadék 1200–1500 mm.
A vizet jól áteresztő talajt, a Kárpát-medencében pálmacserepet igényel. Nyáron kifejezetten víz- és páraigényes. Tavasztól őszig kiültethető, de a tűző naptól óvni kell. Télen körülmények közt tartható.
Magjai 8–12 hét alatt csíráznak ki.